# تيد ماك
تيد ماك (بالإنجليزية: Ted Mack)‏ هو مهندس معماري وسياسي أسترالي، ولد في 20 ديسمبر 1933 في أستراليا، وتوفي في 6 نوفمبر 2018 في سيدني في أستراليا بسبب سكتة. انتخب عضو مجلس النواب الأسترالي عن دائرة Division of North Sydney ‏ (24 مارس 1990 – 29 يناير 1996) وانتخب مندوب المؤتمر الدستوري الأسترالي 1998 عن دائرة نيوساوث ويلز (2 فبراير 1998 – 13 فبراير 1998) وانتخب عضو الجمعية التشريعية نيو ساوث ويلز عن دائرة Electoral district of North Shore ‏ (19 سبتمبر 1981 – 16 سبتمبر 1988).